# Zbójno (gmina)
Zbójno (do 1941 gmina Sokołowo) – gmina wiejska w województwie kujawsko-pomorskim, w powiecie golubsko-dobrzyńskim. W latach 1975–1998 gmina położona była w województwie włocławskim.
Siedzibą gminy jest Zbójno.
Według danych z 30 czerwca 2004 gminę zamieszkiwało 4517 osób. Natomiast według danych z 31 grudnia 2017 roku gminę zamieszkiwało 4381 osób.

## Struktura powierzchni
Według danych z roku 2005 gmina Zbójno ma obszar 84,38 km², w tym:
- użytki rolne: 86%
- użytki leśne: 2%

Gmina stanowi 13,77% powierzchni powiatu.

## Demografia

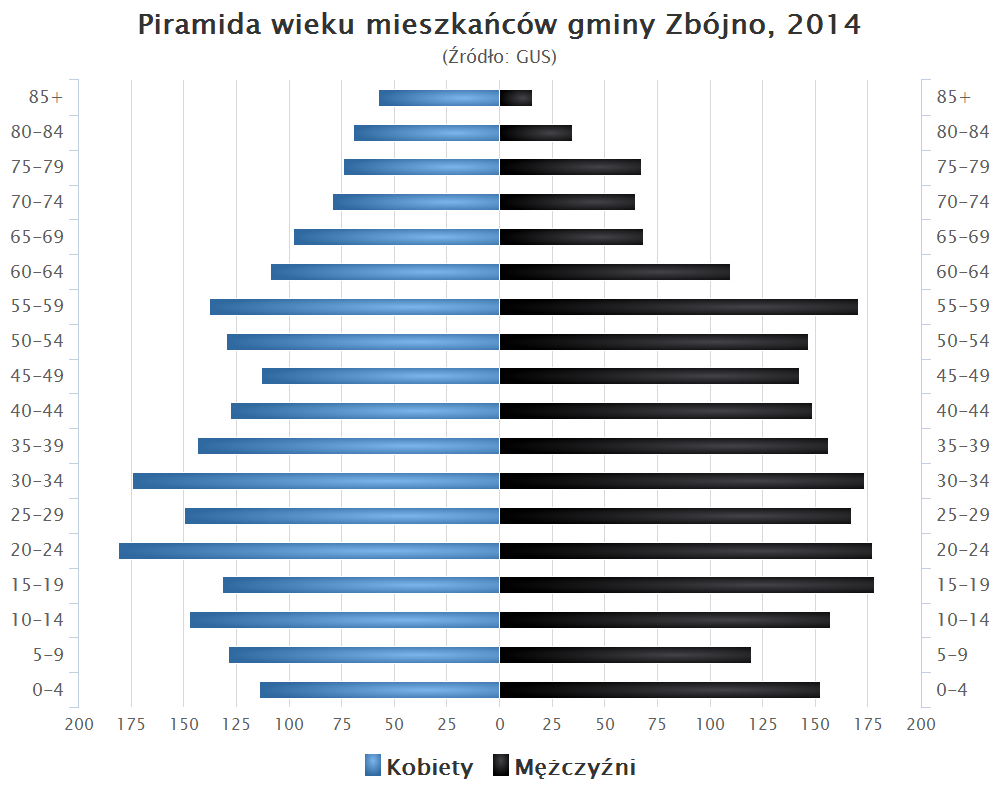
Piramida wieku mieszkańców gminy Zbójno w 2014 roku

Dane z 31 grudnia 2017 roku:
| Opis                              | Ogółem | Ogółem | Kobiety | Kobiety | Mężczyźni | Mężczyźni |
| --------------------------------- | ------ | ------ | ------- | ------- | --------- | --------- |
| Jednostka                         | osób   | %      | osób    | %       | osób      | %         |
| Populacja                         | 4 381  | 100    | 2 122   | 48,4    | 2 259     | 51,6      |
| Gęstość zaludnienia [mieszk./km²] | 52     | 52     | 25      | 25      | 27        | 27        |

## Historia
Przedwojenną poprzedniczką gminy Zbójno była gmina Sokołowo, która powstała w 1867 roku w powiecie rypińskim w guberni płockiej. W okresie międzywojennym gmina Sokołowo należała do powiatu rypińskiego w woj. warszawskim. 1 kwietnia 1938 roku gminę wraz z całym powiatem rypińskim przeniesiono do woj. pomorskiego. Siedzibą gminy Sokołowo było Zbójno.
24 października 1940 gminę Sokołowo zniesiono, przekształcając ją w gminę Zbójno (Raudorf); równocześnie gromady Głęboczek, Kawno, Obory, Podolina, Sikorek, Sikórz i Stalmierz włączono do sąsiedniej gminy Chrostkowo (Horstfeld).
Po wojnie, dekretem PKWN z 21 sierpnia 1944 o trybie powołania władz administracji ogólnej I i II instancji, uchylono wszelki zmiany w podziale administracyjnym państwa wprowadzone przez okupanta (art. 11). Jednak zmiany w podziale administracyjnym powiatu rypińskiego wprowadzone podczas wojny utrzymywały się w praktyce także po wojnie. 
Było to praktykowane do tego stopnia, że Wojewoda Pomorski wydał 22 kwietnia 1950 specjalne ogłoszenie informujące o powróceniu do stanu administracyjnego z 1 września 1939, podkreślając szczególnie, że „gromady Obory, Podolina i Kawno należą do gminy wiejskiej Sokołowo a nie do gminy wiejskiej Chrostkowo". Tak więc przedwojenna gmina Sokołowo funkcjonowała de iure także po wojnie, choć w praktyce nadal stosowano zarówno nazewnictwo jak i skład gmin wprowadzony przez okupanta. Na przykład, GUS-owski oficjalny Wykaz Gromad Polskiej Rzeczypospolitej Ludowej według stanu z dnia 1.VII 1952 r. dalej wylicza gminę Zbójno w miejsce gminy Sokołowo, a gromady Kawno, Obory, Podolina, Sikórz i Stalmierz nadal zalicza do gminy Chrostkowo. Podobnie było nawet w wydawnictwach wojewódzkich, np. w Dzienniku Urzędowym Wojewódzkiej Rady Narodowej w Bydgoszczy z 1954 w opisie gmin i gromad podlegających transformacji w związku z reformą administracyjną państwa. Brak konsensusu trwał do jesieni 1954, kiedy to formalnie zniesiono gminy wiejskie w  miejsce gromad.
Dopiero gmina utworzona w 1973 roku nazywa się formalnie Zbójno.

## Zabytki
Wykaz zarejestrowanych zabytków nieruchomych na terenie gminy:
- kościół parafii pod wezwaniem Świętej Trójcy z 1600 roku w Działyniu, nr A/708 z 19.09.1985 roku
- zespół klasztorny karmelitów w Oborach, obejmujący: kościół parafii pod wezwaniem Nawiedzenia Najświętszej Maryi Panny z lat 1627-1649 (nr A/705 z 12.11.1970); klasztor z lat 1741-1753 (nr A/706 z 12.11.1970)
- zespół pałacowy w Zbójnie nr A/1000/1-4 z 17.09.1985 roku, obejmujący: pałac z lat 1850-1860 (obecnie szkoła); oficynę z 1860; park krajobrazowy z połowy XIX w.; ogrodzenie murowane z końca XIX w.; spichrz z trzeciego ćwierćwiecza XIX w. (nr A/1263 z 3.01.2007).

## Sołectwa
Adamki, Ciepień, Działyń, Klonowo, Łukaszewo, Obory, Podolina, Rembiocha, Rudusk, Ruże, Sitno, Wielgie, Wojnowo, Zbójenko, Zbójno, Zosin.

## Pozostałe miejscowości
Ciechanówek, Frankowo, Imbirkowo, Kazimierzewo, Kiełbzak, Laskowiec, Nowy Działyń, Przystań, Pustki Działyńskie, Rembiesznica, Rochal.

## Sąsiednie gminy
Brzuze, Chrostkowo, Ciechocin, Czernikowo, Golub-Dobrzyń, Kikół, Radomin